# У Ли

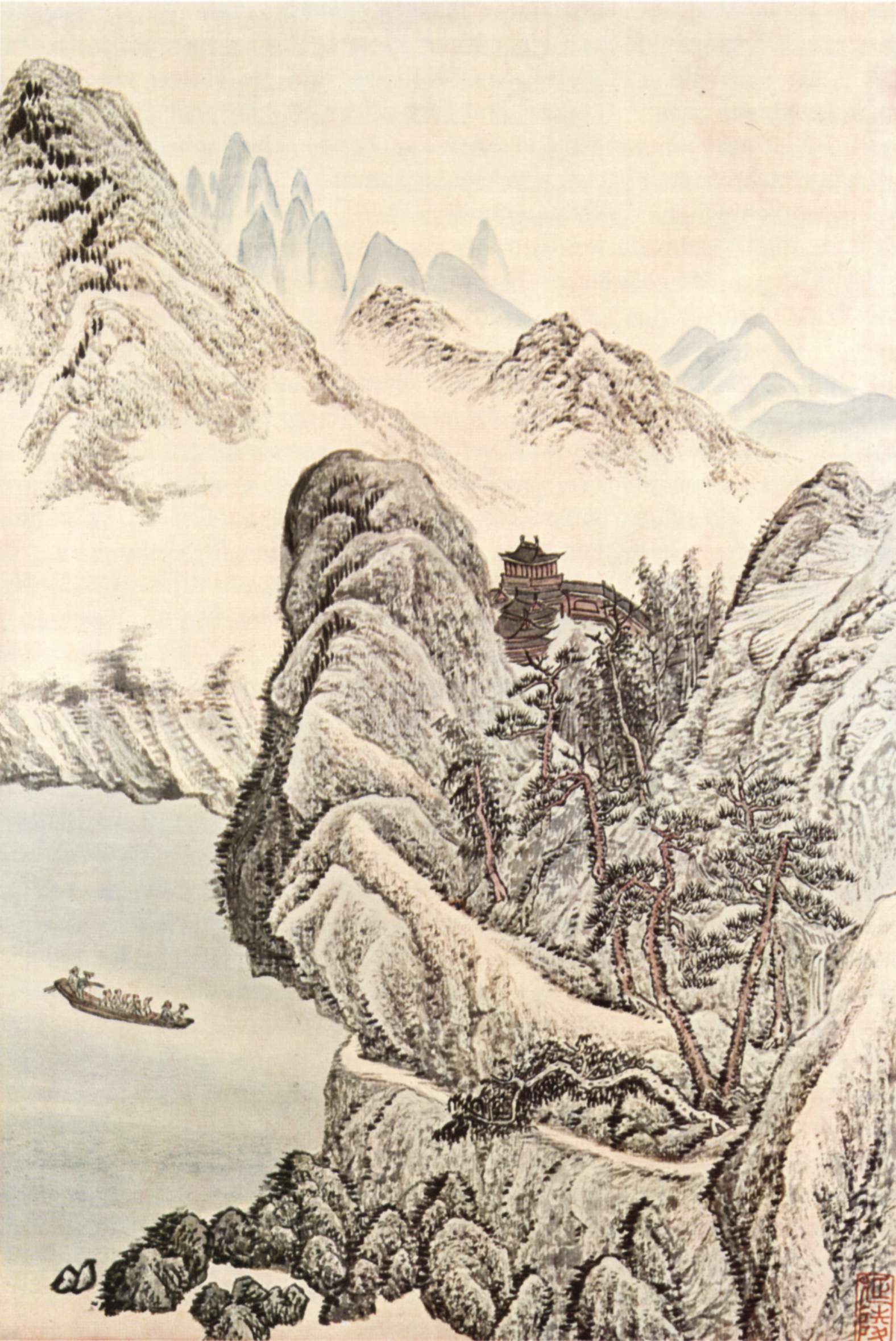
Один из пейзажей У Ли

У Ли (кит. трад. 吳歷, упр. 吴历, пиньинь Wú Lì) (1631—1718) — китайский католический священник, художник и поэт. 

## Биография
У Ли родился в провинции Цзянсу — одном из центров католического миссионерства того времени. Вскоре после 1675 принял крещение с именем Симона Ксаверия. В 50 лет, после смерти матери и жены, поступил в иезуитский новициат в Макао (1682), шесть лет спустя был рукоположён в священный сан первым епископом-китайцем, Григорием Ло Вэньцзяо OP (1615-1690), и 30 лет прослужил священником. Скончался в Шанхае в 1718. Стихотворные произведения У Ли были опубликованы лишь после его смерти.

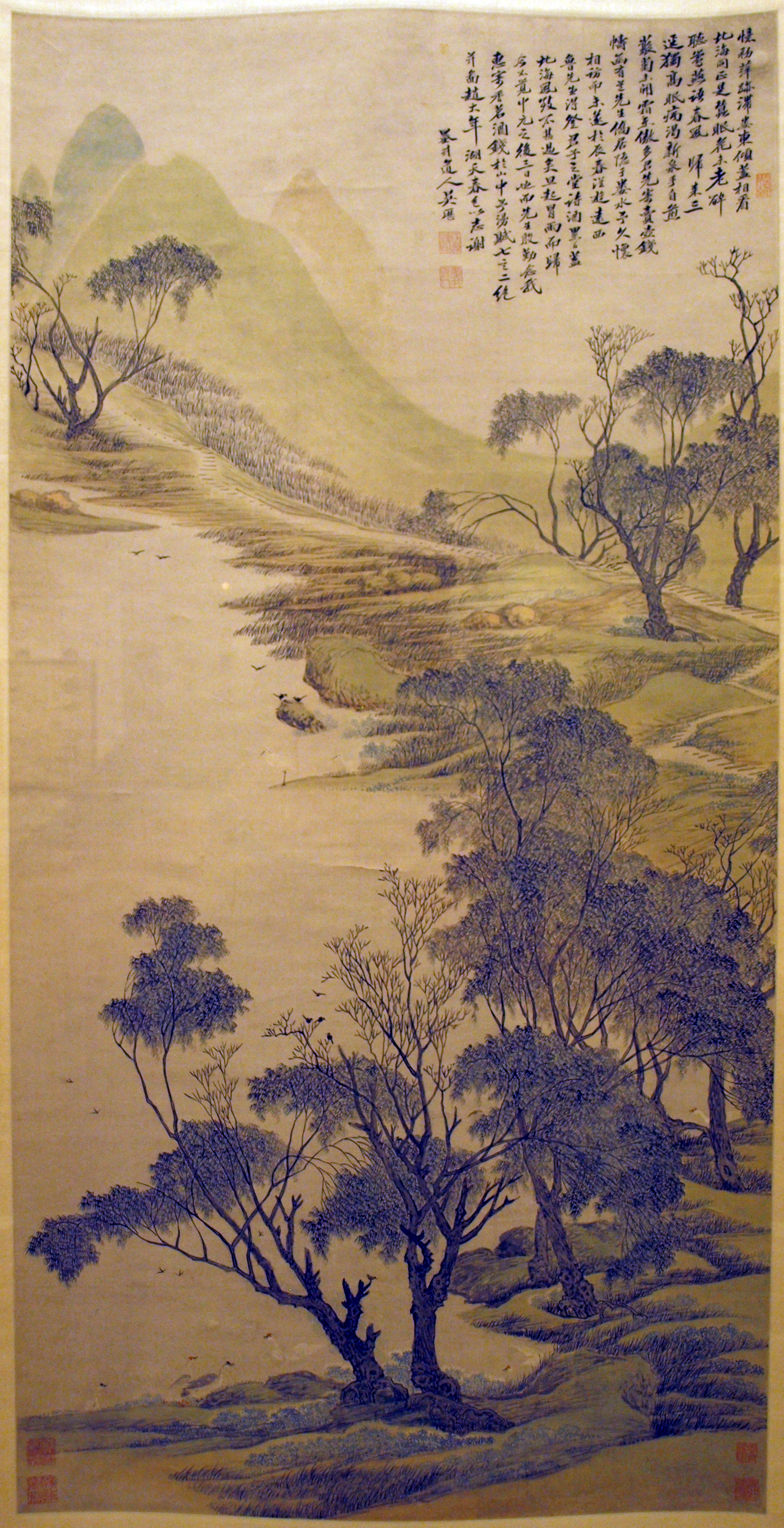
У Ли. Весна приходит к озеру, Шанхайский музей

## Творчество
С юных лет изучавший живопись, У Ли принадлежит к числу «шести мастеров» раннего периода династии Цин; в его пейзажах находят дух художников эпох Сун и Юань. Известен он также и как поэт, чьи стихи, особенно в поздний период, облекают католическую мысль в изысканный стиль; их темы – религиозная жизнь и восхищение научными достижениями ранних иезуитов. 

## Публикации
(В связи со временем публикации источника, далее используется Транскрипционная система Уэйда — Джайлза)
- Moching shih-ch’ao (1719) – сборник стихов и надписей на картинах.
- K’ou-to (1909) – сборник религиозных и философских высказываний.
- San-pachi (1909) – сборник стихов.
- San-yü-chi (1937) – сборник из 90 стихотворений (в Shang-chiao tsa-chih – «Шанхайском католическом обозрении»).

## Картины
- На сайте Metropolitan Museum of Art
- На сайте Herbert F. Johnson Museum of Art
- На сайте Cleveland Museum of Art (недоступная ссылка)
- На сайте Museum of Fine Art, Boston (недоступная ссылка)